# Nachal Dvora
Nachal Dvora (hebrejsky: נחל דבורה) je vádí v Dolní Galileji, v severním Izraeli.
Začíná v nadmořské výšce okolo 400 metrů východně od města Ejn Mahil. Směřuje pak k jihu mírně se zahlubujícím údolím. Prochází zalesněnou oblastí mezi horami Har Dvora a Har Tavor a pak protéká městem Daburija. Za ním vchází do rovinatého a zemědělsky využívaného Jizre'elského údolí, respektive do jeho části nazývané též Bik'at Ksulot, ve kterém ústí zleva do vádí Nachal Tavor.